# Vukova kapela, Vidonci
Vukova kapela je kapela, ki stoji na hribu v vasi Vidonci. Spada v občino in župnijo Grad. 

## Zgodovina
Njenega začetka župnijska kronika ne omenja. Vaščani so na mestu sedanje kapele leta 1925 postavili lesen zvonik. Vanj so namestili 120-kilogramski zvon mariborske livarne. To je bilo v času, ko je bil tukaj župnik Rudolf Bednarik. 
Na pobudo nekaterih vaščanov v času bogoslovnega študija Viljema Kereca iz Vidoncev, leseni zvonik porušili in zgradili sedanjega z malo kapelo, ki je bila blagoslovljena v čast svetemu Antonu Padovanskemu 10. junija 1938, ter vanj potegnili omenjeni zvon.

## Širitev
Pojavila se je potreba po veroučnem prostoru, ker so otroci, hodili k verouku h Gradu. Da bi lahko hodili k verouku v Vidonce, je bilo potrebno to kapelo povečati. 
Tako je bila v letih 1963 in 1964 na pobudo takratnega župnika Ivana Kolenca kapela povečana in preurejena po načrtih Jožefa Požauka iz Maribora. 

## Zunanji in notranji izgled
Zidana je z opeko in se končuje s polkrožno apsido. Streha je dvokapnica, nad prezbiterijem polkrožna, krita z opeko bobrovec. Zunaj in znotraj je ometana in pleskana, na tleh so keramične ploščice, strop je raven in obdelan z lesom. Oltar je lesen in provizoričen, na njem je kip svetega Antona Padovanskega.
14. junija 1964 jo je blagoslovil dekan Štefan Bakan iz Cankove. Od stare kapele je ostal samo štirikotni zvonik. 
Zvon, ki ga je leta 1925 vlila mariborska livarna, je v jeseni leta 1998 počil. Podjetje Feniks d. o. o. iz Žalca je odkupilo stari zvon in vlilo novega, ki ga je leta 1999 posvetil mariborski pomožni škof dr. Jožef Smej. 
Posvečen je v čast svetemu Antonu Padovanskemu, kateremu je posvečena tudi kapela. Okras na zvonu je vinska trta in podoba sv. Antona Padovanskega. 
Ob posvetitvi novega zvona je Vili Gumilar, župnik iz Vitanja, za kapelo daroval postaje križevega pota. 
Leta 2003 so bila narejena nova okna, vrata, nove klopi, nabavljen pa je bil tudi nov oltarni prt.